# سکا، ریف دمشق
سکا (به عربی: سکا) یک روستا در سوریه است که در استان ریف دمشق واقع شده‌است. سکا ۱٬۵۲۰ نفر جمعیت دارد.